# Homoneura incisuralis
Homoneura incisuralis är en tvåvingeart som först beskrevs av Macquart 1851.  Homoneura incisuralis ingår i släktet Homoneura och familjen lövflugor.
Artens utbredningsområde är Réunion. Inga underarter finns listade i Catalogue of Life.